# Giovanni Pisano
Giovanni Pisano, italijanski kipar, slikar in arhitekt, * 1250, † 1315, ki je delal v mestih Pisa, Siena in Pistoia. Najbolj znan je po svojih skulpturah, ki prikazujejo vpliv tako francoske gotike kot antične rimske umetnosti. Henry Moore ga je glede njegovih kipov za fasado Sienske stolnice imenoval »prvi moderni kipar«.

## Zgodovina
Giovanni Pisano, rojen v Pisi, je bil sin slavnega kiparja Nicole Pisana. Izobraževal se je v očetovi delavnici in v letih 1265–1268 delal z očetom na prižnici v Sienski stolnici. Njegovo naslednje veliko delo z očetom je bila fontana Fontana Maggiore v Perugii (dokončana 1278). Nicola Pisano naj bi umrl okoli leta 1278 ali leta 1284, ko se je Giovanni naselil v Sieni. Ta prva dela so bila narejena v Nicolojevem slogu in prispevke obeh umetnikov je težko ločiti. Toda Marija z otrokom se lahko z gotovostjo pripiše Giovanniju, ki kaže nov slog z določeno domačnostjo med materjo in otrokom.
Naslednje delo Giovannija je bilo v stolnici v Pisi, kiparstvo kipov v dveh vrstah trakastih zatrepov na zunanji strani Krstilnice (1277–1284). Živahnost teh kipov je nova potrditev, da je za seboj pustil spokojen slog svojega očeta. Med letoma 1287 in 1296 je bil imenovan za glavnega arhitekta Sienske stolnice. Arhitekturna zasnova in elegantne skulpture za fasado stolnice kažejo njegovo težnjo po mešanju gotske umetnosti z opomniki na rimsko umetnost. Delo je po njegovi smrti nadaljeval Memmo di Filippuccio s še večjo gotsko obdelavo.
Leta 1296 se je vrnil v Piso, da bi začel delati na cerkvi San Giovanni. Leta 1301 je nadaljeval delo na prižnici Sant'Andrea v Pistoii, ki jo je začel že leta 1297. Prižnica ima pet reliefov: Oznanjenje in Rojstvo; Čaščenje pastirjev, Pokon Treh kraljev in Angel opozori Jožefa; Pokol nedolžnih; Križanje in Poslednja sodba.
Giovannijevo delo med letoma 1302 in 1310 na novi prižnici za stolnico v Pisi kaže na izrazito naklonjenost animaciji v svojih likih in še bolj odmika očetov slog. Ta prižnica s svojimi dramatičnimi prizori je postala njegova mojstrovina. Prikazuje devet prizorov iz Nove zaveze, izklesane v belem marmorju s svetlikajočim učinkom. Vsebuje celo drzno, naravoslovno upodobitev golega Herkula. Njegova figura Razumnosti na prižnici je bila morda navdih za Evo na podobi Izgon iz rajskega vrta Masaccia. Po požaru leta 1595 je bila med preurejanjem razstavljena in ponovno postavljen šele leta 1926.
Cerkev San Nicola v Pisi so med letoma 1297 in 1313 povečali avguštinci, morda po načrtu Giovannija Pisana. Bil je odgovoren tudi za fasado San Paolo a Ripa d'Arno. Njegovo zadnje večje delo je verjetno iz leta 1313, ko je na zahtevo cesarja Henrika VII. postavil spomenik v spomin Margareti Brabantski (ki je umrla leta 1311).

## Zapuščina
Eden od njegovih učencev je bil Giovanni di Balduccio, ki je prav tako postal slaven kipar in arhitekt in kipar Agostino da Siena. Vplival je tudi na slikarja Pietra Lorenzettija. Giorgio Vasari je v svojo knjigo Življenje najodličnejših slikarjev, kiparjev in arhitektov vključil biografijo Pisana.
Asteroid 7313 Pisano je bil poimenovan v čast Nicoli in Giovanniju Pisanu.

## Galerija
- Marija in otrok iz stolnice v Pisi (Museo dell'Opera del Duomo de Pisa)
- Kipi fasade Sienske stolnice, (Museo dell'Opera del Duomo de Siena)
- Prerok Haggai iz Sienske stolnice (V&A, London)
- Križanje iz prižnice v Sant' Andreas, Pistoia
- Oznanjenje iz prižnice v Sant' Andrea, Pistoia